# Still Life (film, 2006)
Pour les articles homonymes, voir Still Life.
Pour plus de détails, voir Fiche technique et Distribution.
Still Life (en chinois : 三峡好人 ; pinyin : Sānxiá hǎorén) est un film chinois de Jia Zhangke, réalisé en 2006.

## Synopsis
Le film tourné début 2006 prend pour cadre la ville de Fengjie, sur le Yang-tsé, destinée à être complètement submergée par le gigantesque barrage des Trois-Gorges quelques mois plus tard. Le film raconte deux histoires, en quelque sorte parallèles, celle de Han Sanming, un mineur qui y arrive pour retrouver sa femme qu'il ne voit pas depuis 16 ans, et celle de Shen Hong,
une infirmière qui recherche son mari parti de la maison depuis deux ans et dont elle veut divorcer. Le mineur arrive avec une adresse en poche, mais ne reconnaît plus la ville, dont une partie est déjà engloutie ; sans argent, il cherche à retrouver une femme dont il a eu une fille qu'il n'a jamais connue, dans une ville qui, elle-même, disparaît.
Deux histoires de solitude et d'abandon, mais aussi de solidarité, qui tissent ensemble destins individuels et drame collectif, enjeux d'une société en proie à de violents bouleversements et puissance de la nature, documentaire, mélodrame, drame social et aperçus fantastiques.

## Fiche technique
- Titre : Still Life
- Titre original : Sānxiá hǎorén (三峡好人)
- Réalisation : Jia Zhangke
- Scénario : Jia Zhangke
- Musique : Lim Giong
- Photographie : Yu Lik-wai
- Montage : Jing Lei Kong
- Production : Bo Dan et Jia Zhangke
- Pays d'origine :  Chine
- Format : couleur
- Durée : 108 minutes
- Dates de sortie :
- Italie :  6 septembre 2006 (Première mondiale. Mostra de Venise 2006)

- France : 21 novembre 2006 (festival des trois continents)
- France : 2 mai 2007 (sortie nationale)

## Distribution
- Han Sanming : Han Sanming
- Wang Hongwei : Wang Dongming
- Zhao Tao : Shen Hong

## Commentaires critiques
Tourné à la caméra numérique, le film a un aspect très réaliste contrebalancé par de très courtes scènes en rupture complète avec son style général : un passage d'ovni, un immeuble de béton qui s'envole comme une fusée, une apparition furtive de joueurs de mahjong habillés de costumes d'opéra, etc. et des démolisseurs au travail dans des chorégraphies minimalistes.
Un des grands mérites de l'œuvre est celui de filmer une Chine qui ne croît pas, mais qui au contraire se désagrège (le mineur devient démolisseur des maisons qui seront submergées par les eaux), qui montre l'autre côté du miracle économique et décrit une humanité qui n'imagine même pas l'existence d'un droit au bonheur.
Dans une critique du 8 septembre 2006 dans Le Monde, Jean-Luc Douin souligne que « c'est en brouillant les critères de distinction entre réalité et fiction que Jia Zhangke signe ce film poignant, qui navigue sur la rivière Yang-si en rythmant ses travellings comme les tracés de pinceau d'un peintre. Dong et Still Life forment d'ailleurs un diptyque, l'un voué au chatoiement des couleurs et à la beauté des corps, l'autre à la nostalgie, au désarroi existentiel et social, aux impasses sentimentales. [...] Jia Zhangke est fraternel d'instinct avec les petites gens et laissés-pour-compte qui ont enregistré la chanson fétiche de leur passé comme sonnerie de portable. » Lors de la publication du palmarès du festival de Venise, le 12 septembre 2007, le même critique ajoutait que, « contemplatif, signant des images à la fascinante perfection formelle, oscillant entre fiction et documentaire, ce jeune cinéaste peut être considéré comme l'Antonioni d'un continent asiatique qui a déployé mille feux durant cette compétition. »

## Accueil

### Box-office
Le film a totalisé environ 200 000 entrées en France, soit autant qu'en Chine.

## Distinctions
- Mostra de Venise 2006 : Lion d'or

Avant sa présentation de dernière minute en compétition à Venise (film-surprise[Quoi ?]), il y était présenté officiellement comme un documentaire. À la surprise générale, il a remporté le Lion d'or du festival : la présidente du jury Catherine Deneuve a déclaré que « tous les jurés ont été surpris par la qualité de ce film car il contient tout ce qui nous plaît : la beauté de la photo, la qualité de l'histoire, les personnages. Vraiment un film spécial. »